# Corrado I del Württemberg

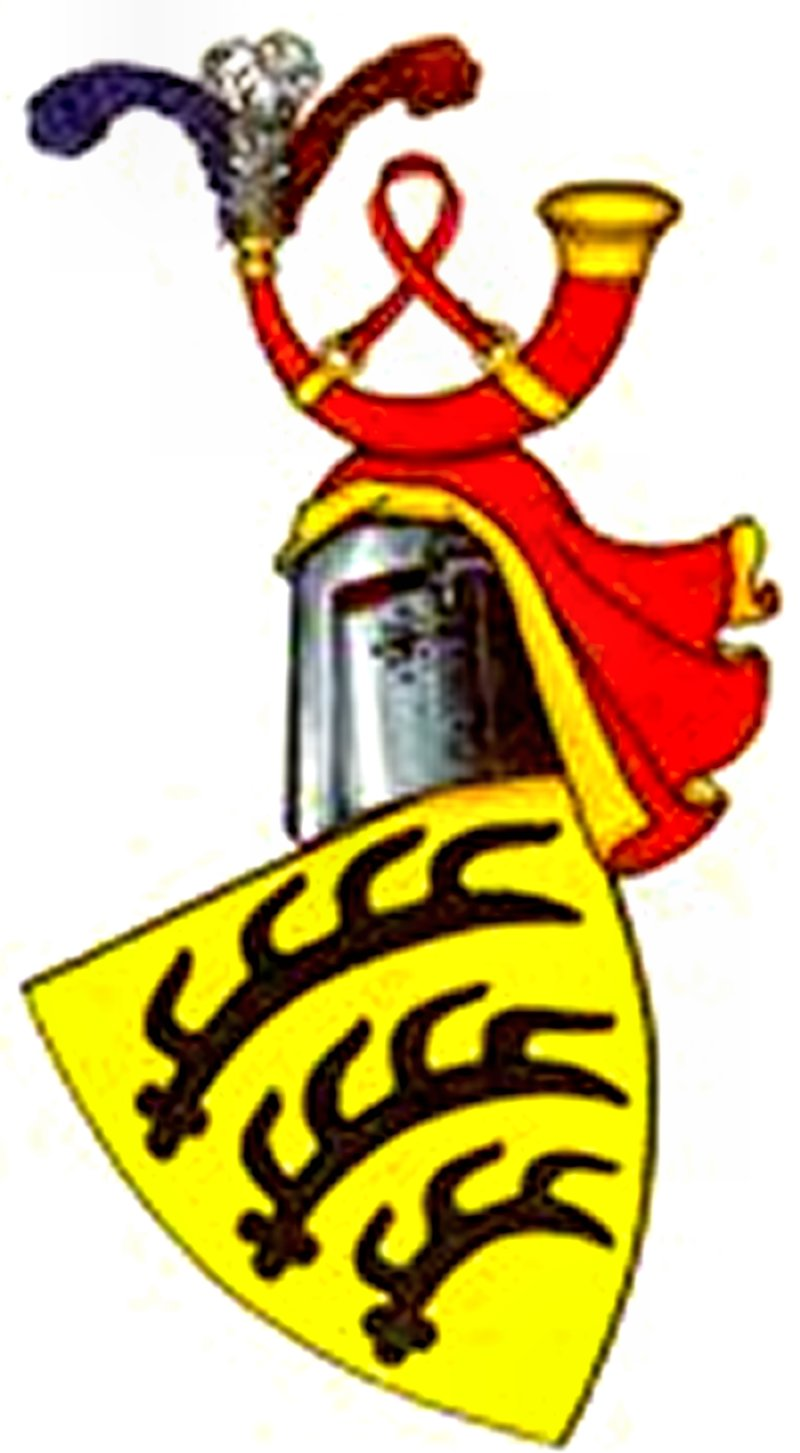
Stemma dei conti di Württemberg

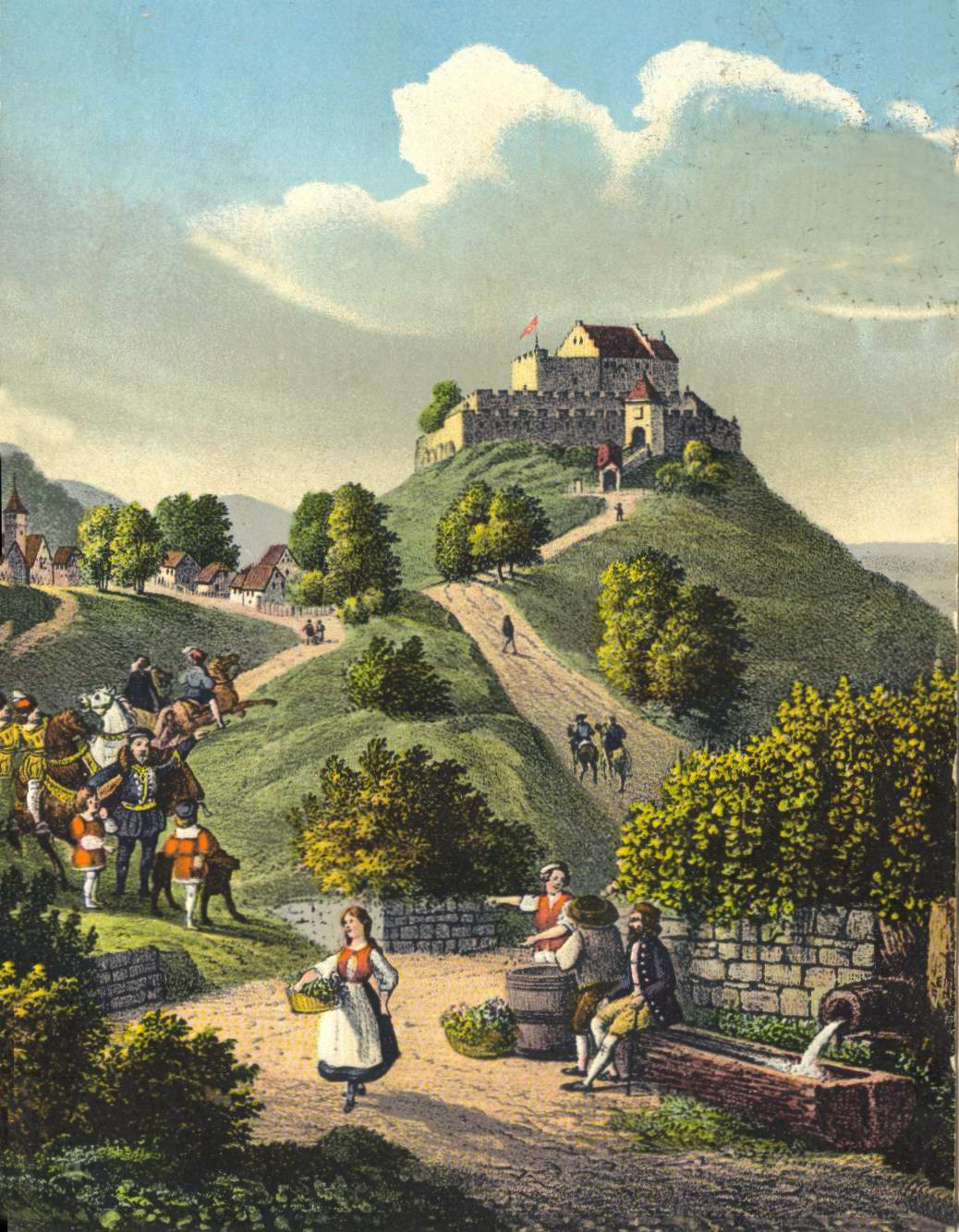
Rocca di Wirtemberg verso il 1600

Corrado I del Württemberg (1050 ca – 1110) fu il primo signore del Württemberg.

## Biografia
Corrado I del Württemberg era il figlio di uno dei nobili signori di Beutelsbach e probabilmente discendente dei duchi salici Corrado I e Corrado II di Carinzia. Fu fratello dell'abate di Hirsau Bruno di Beutelsbach (1105 – 1120) e di Liutgardo di Beutelsbach e consorte di una certa Werntrud. Egli fu il capostipite della dinastia dei Württemberg.
Verso il 1083, Corrado costruì una rocca nei pressi dell'attuale zona di Stoccarda-Untertürkheim (Rocca di Wirtemberg) e spostò qui la sua residenza e prendendone il nome.
Non vi sono indicazioni di quando esattamente comparve questo nome, ma senza dubbio ciò avvenne negli anni fra il 1089 ed il 1092, quando Corrado comparì come testimone del cosiddetto Contratto di Bempfling fra il conte Kuno di Wülflingen e Liutold di Achalm con il suo nipote Werner di Groninga. Il 2 maggio 1092 egli fu nuovamente citato in Ulma come testimone riguardo alla sua consegna di beni al convento di Allerheiligen di Sciaffusa, dalle parti dei Duchi Berchtold e Welf. Fino ad ora è questa la prima indicazione dei nomi in un documento completo, anche se non originale. In entrambi i casi Corrado I fu in stretto contatto con i seguaci della parte avversa all'imperatore Enrico IV. Con la sua posizione politica concorda anche la partecipazione del vescovo di Worms all'inaugurazione della cappella della rocca al posto del vescovo di Costanza, alla cui diocesi apparteneva la cappella, quindi il vescovo di Worms era visto anche lui come un nemico dell'Imperatore.
Già dall'inizio, forse negli anni dal 1080 al 1087, secondo il registro delle donazioni di Hirsau, Corrado aveva collaborato con un'assegnazione al fratello Bruno di Hirsau e sia lui che la sua consorte si dimostrarono benevoli verso il convento. In tale registro egli è indicato come un “potente signore fra gli Svevi”.